# Nyby, Östersunds kommun
Nyby är en by som ligger i Lits distrikt (Lits socken), 20 kilometer öster om Lits samhälle i Jämtland. Byn skapades år 1827 av bönder från Sollerön i Dalarna som kom till Lit för att bosätta sig men hänvisades av Litsborna till en plats ute i skogen. Totalt 13 familjer, 53 personer, blev nybyggare i Jämtland sedan länets landshövding erbjudit dem skattefrihet i 30 år och ett avsevärt startbidrag i form av utsäde och penningar. Man gick hela vägen från Dalarna.
1927 firade man 100 år i Nyby. Då restes en minnessten över de som byggde byn. Byn heter Nyby i dagligt tal; som postort hette den Jämtlands Nyby innan postkontoret lades ner.